# Кастрореджо
Кастрореджо (італ. Castroregio, сиц. Castrureggiu) — муніципалітет в Італії, у регіоні Калабрія,  провінція Козенца.
Кастрореджо розташоване на відстані близько 400 км на південний схід від Рима, 125 км на північ від Катандзаро, 85 км на північ від Козенци.
Населення — 309 осіб (2014).
Щорічний фестиваль відбувається 18 серпня. Покровитель — Santa Maria ad Nives.

## Демографія
Населення за роками:

Станом на 1 січня 2023 року в муніципалітеті офіційно проживало 11 іноземців з 4 країн, серед них 8 громадян країн Євросоюзу та 2 громадяни України.

## Сусідні муніципалітети
- Альбідона
- Алессандрія-дель-Карретто
- Амендолара
- Черсозімо
- Оріоло